# Plectris palpalis
Plectris palpalis är en skalbaggsart som beskrevs av Moser 1918. Plectris palpalis ingår i släktet Plectris och familjen Melolonthidae. Inga underarter finns listade i Catalogue of Life.